# Postulat
|  | Per a altres significats, vegeu «Gladiador postulat». |

Un postulat és una proposició fonamentada en una veritat que s'admet sense proves i que és necessària per a servir com a base per a deduccions ulteriors. En la metodologia antiga era contraposat a l'axioma, pel fet de no ésser evident ni universalment acceptat, i al teorema, pel fet de no ésser demostrable. En la metodologia postulat i axioma s'utilitzen com a sinònims sense criteris d'evidència o de certesa, però es recolza entre d'altres en la comptabilitat amb altres posulats i el nombre de conseqüències que se'n poden deduir.

## Uns postulats destacats
En la filosofia moral d'Immanuel Kant, per exemple, la llibertat, la immortalitat de l'ànima i l'existència de Déu són els postulats damunt els quals ha construït la seva teoria ètica.
En les matemàtiques, els postulats de Giuseppe Peano són entre d'altres: 0 és un nombre, el successor de qualsevol nombre és un nombre, dos nombres mai no tenen el mateix successor i 0 no és successor de cap nombre.